# Chrysler Newport

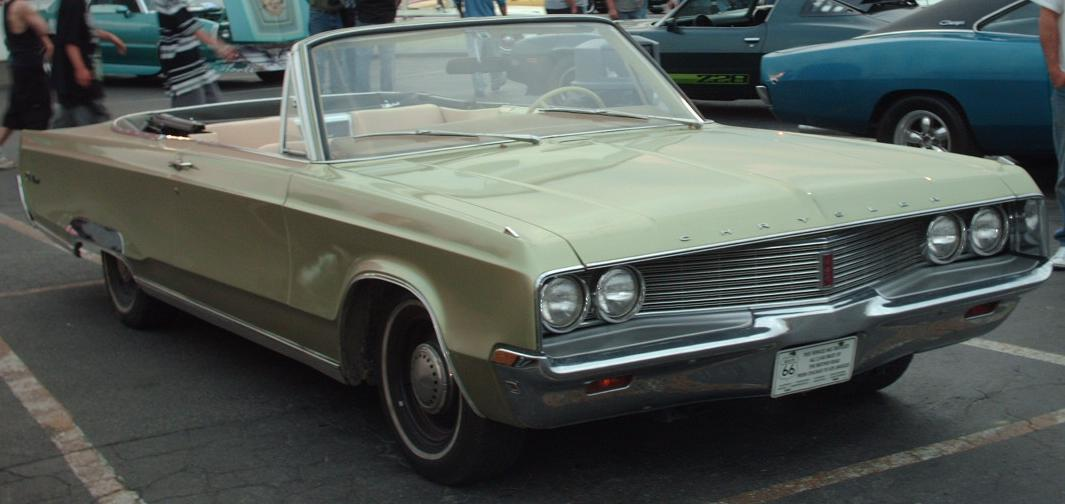
Chrysler Newport cabriolet 1968

La Chrysler Newport était un nom utilisé par Chrysler à la fois pour une désignation de carrosserie à toit rigide et pour un modèle entre 1961 et 1981. Chrysler a utilisé pour la première fois le nom Newport sur une voiture de salon de 1940, dont cinq véhicules ont été produits.

## Années 1940
La première Newport, connue sous le nom de Chrysler Newport Phaeton, a été produite en 1940 et 1941. Il s’agissait d’une Phaeton à double capot qui utilisait le moteur "Chrysler Spitfire" de 145 ch (107 kW) à tête droite avec carburateurs couplés à une transmission manuelle à trois vitesses. La Newport est basée sur la Chrysler New Yorker et a été conçu par le designer de la Briggs Manufacturing Company, Ralph Roberts. Seulement six ont été construites. L'actrice Lana Turner était propriétaire d'une Newport Phaeton, tout comme le fondateur de Chrysler, Walter Chrysler, qui l'utilisait comme voiture personnelle. Cinq existent encore aujourd'hui.
La Newport Phaeton a été la voiture de sécurité de la course des 500 miles d'Indianapolis en 1941. Cette voiture, portant le numéro de châssis C7807503, était la seule à ne pas posséder de phares dissimulés et est devenue la propriété de Walter P. Chrysler Jr. après la course. Des photos de la voiture peuvent être trouvées ici.

## Années 1950
Le nom Newport a été utilisé au cours de l'année 1950 pour désigner le style de carrosserie à toit rigide à deux portes dans la gamme de Chrysler. La version de Newport était disponible sur la Windsor et New Yorker,.
Le Town & Country redessiné de 1949 a d'abord été proposé comme toit rigide, mais le style de carrosserie n'est apparu que lors de la dernière année du modèle en 1950,.

## 1961 - 1964
Chrysler a relancé le nom Newport sur le nouveau modèle full-size d'entrée de gamme pour 1961. À un prix de base de 2964 $ (égal à 25616 $ aujourd'hui), la Newport était le modèle Chrysler le moins cher destiné à séduire les propriétaires de la marque abandonnée DeSoto. Alors que la Newport était un succès et représentait la majeure partie de la production de Chrysler, les berlines Newport de base étaient des versions dégarnis des modèles haut de gamme traditionnels de Chrysler, avec de petits enjoliveurs au lieu d'enjoliveurs intégraux, des intérieurs sobres et une quantité minimale de garnitures extérieures. La perception d'une Chrysler bon marché a nui à la marque à long terme en dévalorisant le cachet de la marque[citation nécessaire]. En revanche, le modèle suivant, la New Yorker, s'est vendue à 4 870 $ (ce qui équivaut à 42 088 $ aujourd'hui). La publicité a pris soin de souligner que la Newport n'était pas une voiture compacte, la décrivant comme "une Chrysler full-size dans une nouvelle gamme de prix inférieure" et utilisant "aucune édition jr." comme slogan.
En 1961, le Newport était disponible en tant que cabriolet à deux portes, toit rigide à deux portes, berline à quatre portes, toit rigide à quatre portes et breaks à quatre portes. Le moteur de base de la Newport était le V8 de 5,9 L développant 269 ch (198 kW). Les 6,8 litres et les 6,3 litres étaient optionnels et étaient principalement utilisés dans les voitures familiales Town & Country. Toutes les Newports auraient pu être commandées avec le carburateur 413 simple ou double et la plupart des options de la 300 lettrées, à l'exception des quatre sièges baquets, de la console centrale et du tachymètre. Une transmission manuelle à trois vitesses était standard, mais rarement commandée. Le tableau de bord avait été conçu à l'esprit avec des commandes à bouton-poussoir de Chrysler pour la transmission automatique TorqueFlite, avec le groupe de jauges couvrant la partie de la colonne de direction, un levier de vitesses sur colonne sortirait d'en dessous (pratique en vigueur à l'époque), donc les voitures manuelles utilisaient un levier de vitesse au sol.
Les voitures familiales de 1961 à 1964 comportaient un style de carrosserie à toit rigide, sans pilier "B". L’approche du phare incliné était précédemment utilisée par Lincoln et brièvement par Buick, mais dès l’introduction de cette génération en 1961, cette fonctionnalité était propre à Chrysler.
La Newport a été restylée aux côtés des New Yorker et Chrysler 300 pour 1963, et cette carrosserie continua en 1964.
L'année modèle 1963 été un restylage majeur sans ailerons arrière. Les modèles de l'année 1964 ont vu le retour de petits ailerons chromées.

## 1965 - 1968
La Newport de 1965 était construite sur une toute nouvelle plate-forme Chrysler C, partagée avec la 300 et la New Yorker, avec la Dodge Polara et la Plymouth Fury. Le style est similaire aux lignes carrées de la Lincoln Continental et de l’Imperial de 1964, tandis que l’empattement a augmenté de 51 mm à 3 150 mm (les breaks ont gardé un empattement de 3 099 mm). Tous les modèles de carrosserie ont été conservés à partir de 1964, y compris la berline à quatre portes, le toit rigide à quatre portes, le coupé à toit rigide et le cabriolet à deux portes, ainsi que le break, qui a été renommé Chrysler Town and Country et est devenue une série séparée. Une nouvelle carrosserie pour 1965 (partagée avec d'autres Chrysler et les Dodge Polara) était une berline Town Sedan à six fenêtres qui comprenait une petite fenêtre latérale dans le pilier, semblable au conception à trois fenêtres des voitures des années 1950.
Le moteur standard de la Newport de 1965 est le V8 de 274 ch (201 kW), conçu pour être utilisé avec de l'essence ordinaire de 92 à 94 d'octane recherché. Le moteur 383 à carburateur quatre corps produisant 319 ch (235 kW) avec une compression plus élevée et un carburant premium qui requiert 98 à 100 d'octane, était disponible moyennant un supplément de prix. La boîte de vitesses standard était une boîte manuelle à trois vitesses et la boîte automatique Torqueflite à trois vitesses était disponible en option, elle comportait désormais un levier de vitesses monté sur la colonne remplaçant les boutons-poussoirs des années précédentes.
Les intérieurs comprenaient des tableaux de bord rembourrés, de la moquette intégrale et un choix de banquettes en tissu et vinyle ou tout en vinyle et des banquettes à dossier en cran avec accoudoir. Les coupés et les cabriolets Newport étaient également proposés avec des sièges baquets en option avec soit une console centrale et levier de vitesses au sol ou un accoudoir et coussin central.
La Newport de 1966 reçoit une nouvelle calandre et des feux arrière révisés, mais n’a que très peu changé par rapport à 1965. Les offres de moteur ont été révisées avec le moteur 383 de 6,2 L de 274 ch (201 kW) continuant comme équipement standard tandis que le moteur 383 quatre corps a reçu une augmentation de 10 ch (7 kW) à 330 ch (242 kW). La nouveauté de cette année est le V8 440 de Chrysler, disponible dans une version TNT à haut rendement avec carburateur à quatre corps, double échappement et filtre à air à double tube. Cette version était évaluée à 370 ch (272 kW), environ 15 ch (11 kW) de plus que le moteur 440 à quatre corps standard qui était le moteur de base de la New Yorker et de l'Imperial, et en option sur la Chrysler 300 comme les Dodge Polara et Monaco et les Plymouth Fury.
Pour 1967, la Newport et les autres Chrysler ont reçu une nouvelle tôle, mais ont conservé la carrosserie de base de 1965. Les toits rigides à deux portes ont reçu une nouvelle ligne de toit angulaire semi-fastback avec des fenêtres latérales inclinées vers l'arrière tandis que les lignes de toit des berlines à quatre portes avec pilier et à toit rigide et des breaks sont restées inchangées. La berline Town Sedan à six fenêtres au vente médiocre a été abandonnée cette année. Les moteurs sont restés inchangés, à l'exception de la version TNT du moteur de 440 pouces cubes (7,2 L) qui a été augmentée jusqu'à 380 ch (280 kW).
La nouveauté de la gamme Newport en 1967 était la série Newport Custom, plus luxueuse, disponible en berlines à pilier et à toit rigide, ainsi que le toit rigide à deux portes.
La Newport de 1968 n'a reçue qu'un petit restylage de son homologue de 1967, y compris de nouvelles calandres et feux arrière. Tous les styles de carrosserie ont été reportés sur les lignes Newport de base et Newport Custom. Le V8 standard de 6,3 L a reçu une augmentation de 20 ch (15 kW) à 294 ch (216 kW), tandis que la puissance du moteur de 6,3 L à quatre corps est passée de 330 ch (242 kW) à 335 ch (246 kW) et tandis que le moteur TNT de 7,2 L est resté inchangé à 380 ch (280 kW).
Une offre de milieu d'année sur les Newport coupé et cabriolet à toit rigide était l'option Sportsgrain, similaire à la garniture extérieure en similibois simulé des breaks Town & Country de cette période. La Newport Sportsgrain était destinée à ramener l'esprit des décapotables Town & Country de la fin des années 1940, mais ne représentait guère plus qu'une Newport ordinaire car il n'y avait pas d'autres modifications et les garnitures intérieures étaient les mêmes que les Newport standard. La production des Newport Sportsgrain de 1968 s'est élevée à 965 toit rigides et 175 cabriolets. L'option Sportsgrain est revenue pour les Newport deux portes à toit rigide et cabriolet redessinés de 1969; cependant, les commandes de l'option étaient faibles, car Chrysler n'a pas communiqué ses totaux de production.
Mercury a essayé une approche similaire à la Newport Sportsgrain en 1968 en offrant l'option "Yacht Deck Paneling" sur ses coupés et cabriolets Park Lane, qui n'ont pas connu de demande importante des consommateurs.

## 1969 - 1973

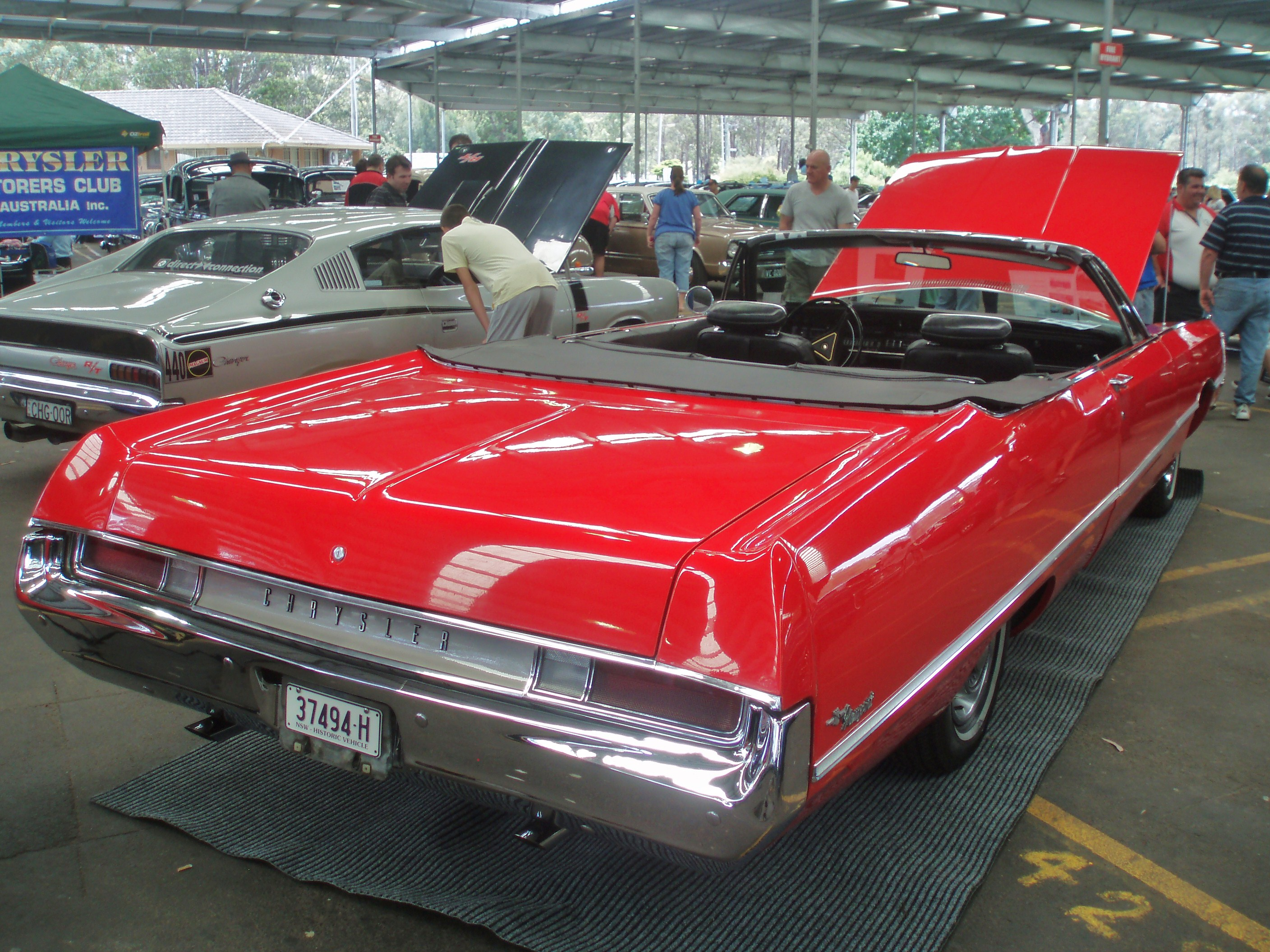
Chrysler Newport 1969 cabriolet (arrière)

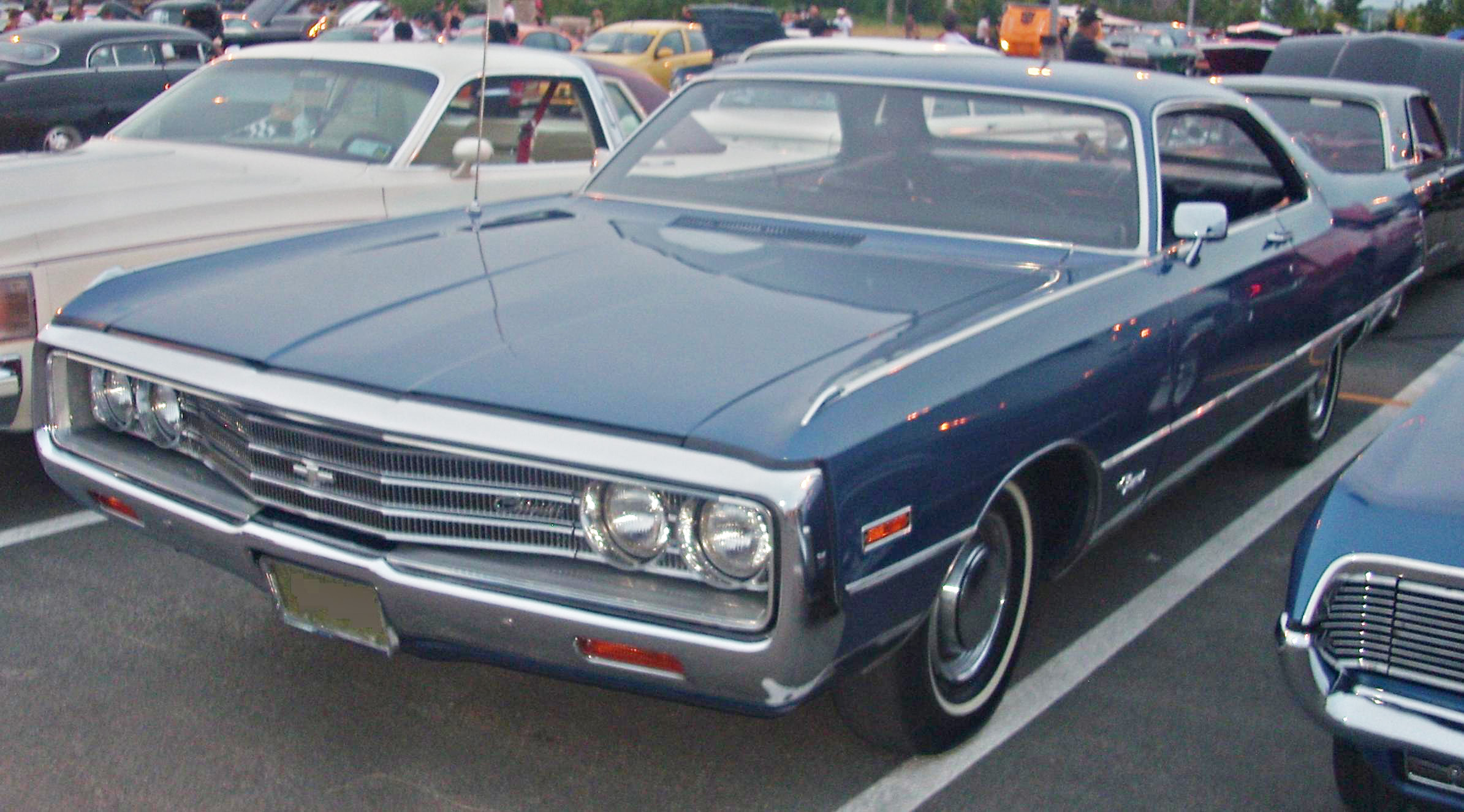
Chrysler Newport coupé 1971

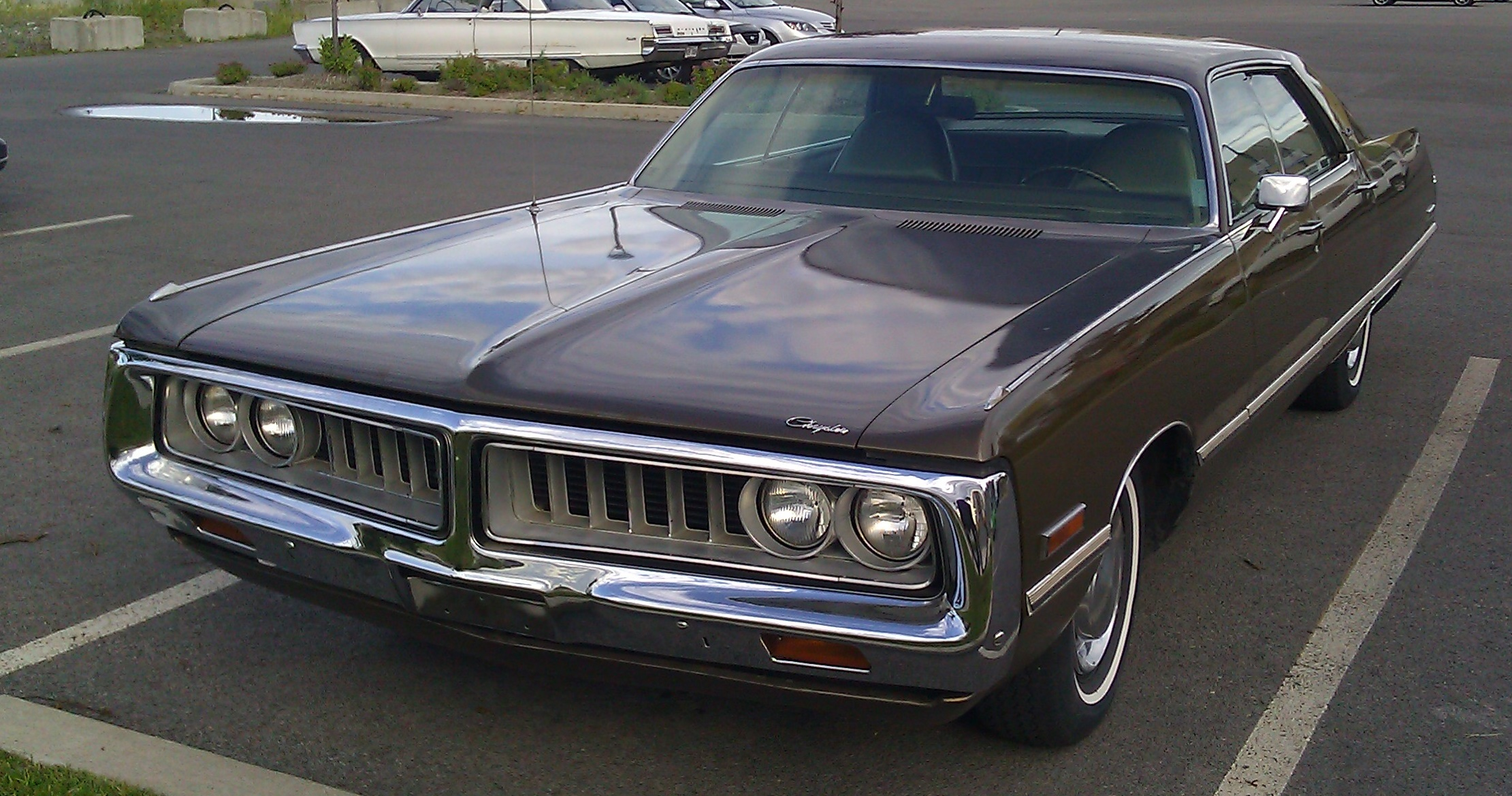
Chrysler Newport Custom berline 1972

La Newport a été complètement repensée pour 1969 et comportait le style carré et massif distinctif, comparable à la Dodge Charger, qui allait devenir le symbole des Chrysler jusqu'à la fin de 1973. Tout en conservant le même empattement de 3 150 mm qu’elle partageait avec la New Yorker haut de gamme, cette génération Newport était plus longue, plus basse, plus large et plus lourde de plusieurs centaines de kilos par rapport à la Newport de quatrième génération.
Bien que toujours offerts en modèles en toit rigide 2 et 4 portes, en cabriolet 2 portes et en berline 4 portes, les break ne faisaient plus partie de la série Newport, le Town & Country étant devenu un modèle distinct. Les cabriolets Newport ont été abandonnés après 1970, après une baisse des ventes de 48% cette année-là, à 1124 cabriolets; tandis que les ventes totales de Newport ont diminué de près de 30%, à 110 292 unités, malgré le restylage.
Disponible en toit rigide deux et quatre portes et berlines 4 portes, la Newport Custom serait toujours offerte comme la Newport haut de gamme tout au long du cycle de conception de 1969-1973. Apparue pour la première fois en 1971, la Newport Royal était le modèle d'entrée de gamme de la série Newport. Elle a emprunté le nom à la Chrysler d'entrée de gamme de 1937 à 1950, mais le nom Royal a été abandonné en 1972.
Pour l'année modèle 1971, la Royal était équipée de série du moteur V8 de 5,9 L (259 ch (190 kW)), avec moteurs 6,3 L de 279 ch (205 kW) ou 304 ch (224 kW) en option, mais pas le 7,2 L; la Custom était équipée de série avec le V8 de 6,3 L (279 ch(205 kW)) et les V8 6,3 L de 304 ch (224 kW) ou 7,2 L de 340 ch (250 kW) en option. Pour 1972, la Royal était équipée de série avec le V8 de 5,9 L (177 ch (130 kW)), avec des moteurs de plus grande cylindrée non disponibles, tandis que la Custom était équipée de série avec le V8 de 6,6 L (193 ch (142 kW)) et les V8 7,2 L de 228 ch (168 kW) à simple échappement et de 248 ch (183 kW) à double échappement étaient en option. La puissance de sortie diminuerait régulièrement sur tous les moteurs au cours de cette génération en raison de normes d'émissions plus strictes et de la hausse des prix du carburant.

## 1974 - 1978
La Newport a été redessinée pour 1974, de même que toutes les autres carrosseries C-Body full-size. Cette génération a abandonné le style massif, au profit d'un style plus vif et plus élégant. Malgré la perte de plusieurs centimètres de longueur, les Newport de 1974-1978 sont parmi les voitures les plus lourdes jamais produites par Chrysler. Leur introduction a coïncidé avec l'embargo pétrolier imposé par l'OPEP en 1973, et les ventes de toutes les voitures de taille normale ont chuté. La Chrysler Corporation a été particulièrement touchée, aucune voiture plus petite n'ayant été vendue sous la marque Chrysler.
La production de la Newport C-Body a pris fin en 1978, parallèlement au Chrysler New Yorker. Les voitures Dodge et Plymouth C-body associées, ainsi que les voitures familiales Chrysler Town & Country à carrosserie C avaient toutes été abandonnées l'année précédente. La Newport et la New Yorker de 1978 offraient les derniers véritables toit rigides à deux et quatre portes de l'industrie automobile américaine; toutes les Newport quatre portes coupés étaient des toits rigides, la berline à pilier ayant également été abandonnée.

## 1979 – 1981
En 1979, une nouvelle Newport sur la plate-forme Chrysler R est apparue, dérivée de la plate-forme Chrysler B datant d'environ 1962. Cela a réduit la disponibilité de modèle à une seule berline 4 portes à "toit rigide à colonnes". Tandis que GM et Ford réduisaient leurs grosses voitures en construisant de plus petites carrosseries autour de logements plus spacieux pour les passagers, Chrysler adopta une approche différente. La plate-forme Chrysler B existante a été modifiée pour améliorer le rendement énergétique grâce à un certain nombre de mesures d'économie de poids. Les exemples incluent les pistons de frein en plastique, qui ont tendance à gonfler et à coincer les freins après quelques années d'utilisation. Les pare-chocs en aluminium chromé étaient une autre innovation, mais ils ont été remplacés en 1980 par un pare-chocs arrière en acier plus résistant. Les moteurs V8 à grosse cylindrée ont été abandonnés.
Les ventes initiales de 1979 étaient solides (une part importante des ventes de Newport étant destinées à une utilisation de flotte), mais la situation financière instable de Chrysler, combinée à l’ajout de la Plymouth Gran Fury en 1980, le resserrement des stocks de pétrole et d’essence ont nui aux ventes, et tous les modèles R-body ont été abandonnés après une courte série de modèles en 1981, alors que Chrysler commençait à adopter plus petites voitures à traction avant.
| Année             | Unités |
| ----------------- | ------ |
| 1979              | 60 904 |
| 1980              | 9 001  |
| 1981              | 5 497  |
| Production totale | 75 402 |

## Relance annulée, 1984
Le nom du modèle Newport a presque fait son retour au début de 1984 en tant qu'addition aux lignes à plate-forme M (Dodge Diplomat, Plymouth Gran Fury, Chrysler Fifth Avenue)[réf. nécessaire]. Les commandes ont été prises par les concessionnaires Chrysler-Plymouth, mais à la dernière minute, la future Newport a été commercialisée sous le nom de Dodge Diplomat SE. Ce modèle utilisé la même calandre en cascade que la Chrysler Fifth Avenue, à l'exception d'une barre horizontale traversant le centre pour imiter les autres calandres de style «réticule» de la gamme Dodge.